# Liste des lacs au Lesotho
La liste des lacs au Lesotho répertorie la liste non exhaustive des lacs présents sur le territoire du Lesotho.

## Lacs notoires et catégories de lacs présents dans le pays
Le lac Katse situé dans la région montagneuse du Lesotho est un réservoir d'eau artificiel créé par le barrage de Katse.